# 99.9パーセントは仮説
99.9パーセントは仮説（99パーセントはかせつ）は、竹内薫によって著された書籍。

## 概要
2006年2月16日に光文社新書より発売。
頭が固くなってきたと思う人につける薬は科学であるとする。科学の基本を知るだけで頭は柔らかくなるかもしれず、そして科学の基本というのは全てが仮説であるとする。
常識としてまかり通っている説が覆ることの過去の様々な事例の紹介や、仮説とは何であるかを述べる。アインシュタインの相対性理論や、スティーヴン・ホーキングの虚時間宇宙についてまでも述べる。
この書籍によれば、なぜ飛行機が飛ぶのかという説明は世に存在するが、これは科学的には出鱈目か推論の域を出ていない状態であり、科学的に解明されていない状態であり、仮説の状態である。この他にも世の中の全ては仮説でできているとしている。
紀伊国屋書店調べの2005年11月から2006年10月の間の単行本・新書の売り上げで24位。
トーハン調べの2006年年間ベストセラーで新書・ノンフィクションで7位。
40万部を突破する。